# Biologický rybník
Biologický rybník (dříve Xaverovský rybník II příp. Biologický rybník II) se nachází v Praze Horních Počernicích na Svépravickém potoce. Má číslo II protože nad ním se nachází ještě rybník stejného jména s číslovkou I, Xaverovský rybník I. Rybník má trojúhelníkovitý charakter, je orientován východo-západním směrem s hrází na západ. Voda přitéká od východu, odtéká stavidlem na západ. Jeho břehy jsou porostlé stromy a za nimi na severní straně prochází asfaltová cesta s cyklotrasou A257. Rybník je součástí Přírodního parku Klánovice-Čihadla. Rybník pochází z 19. století, kdy byl založen pro chov kaprů.

## Galerie

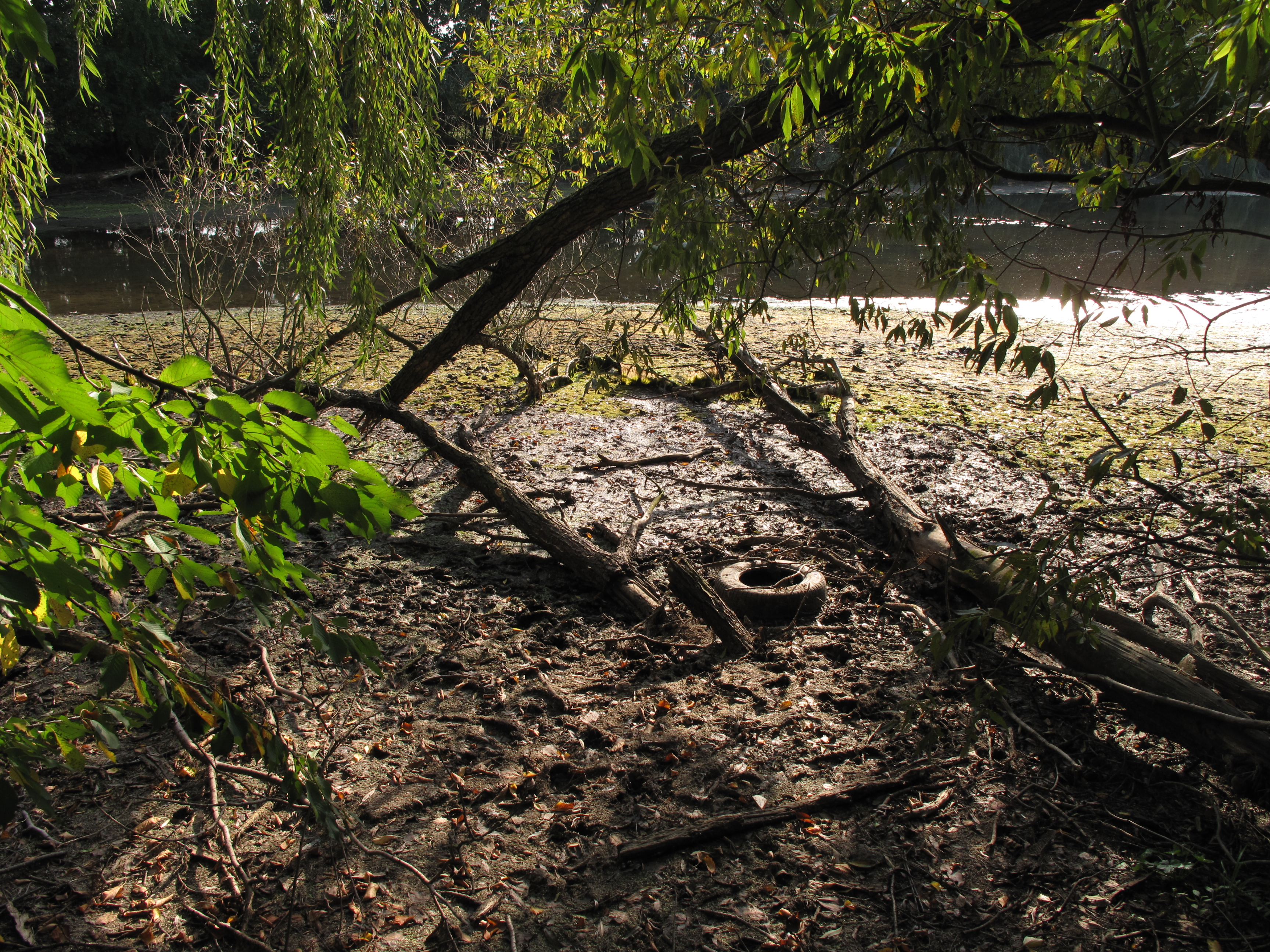
Pneumatika v bahně
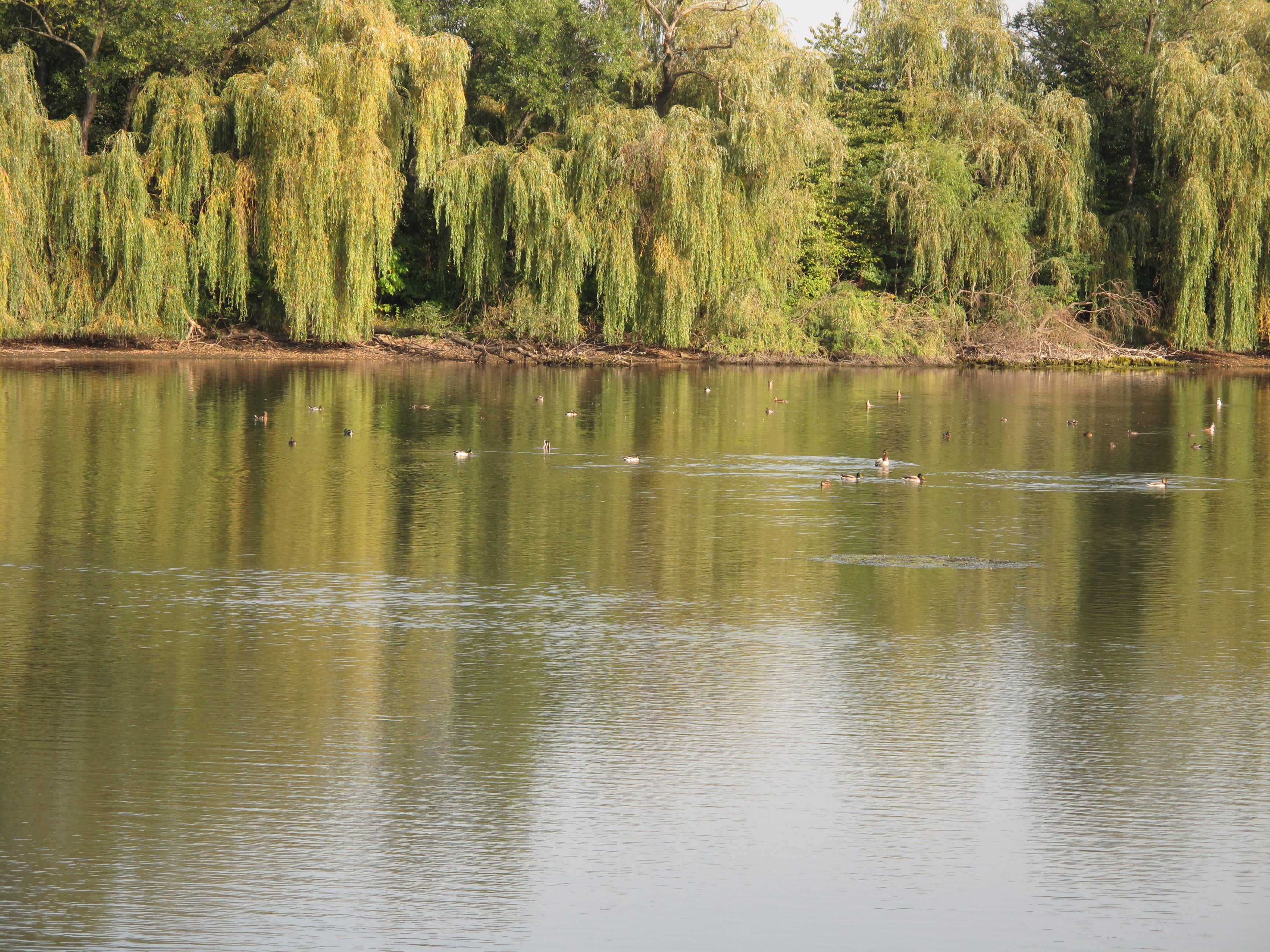
Vodní ptactvo
- Video